# دائرة التخطيط والاقتصاد (أبو ظبي)
دائرة التخطيط والاقتصاد هي دائرة محلية بإمارة أبوظبي. من أهم أعمال الدائرة اقتراح السياسة الاقتصادية والتجارية للإمارة ولتنفيذها تقوم بإعداد الخطط والبرامج لتنفيذ هذه السياسة. ومن أعملاها أيضا تنظيم الشركات والوكالات التجارية ومنح الأسماء والرخص التجارية.
توفر الدائرة العديد من الخدمات، منها توفير المؤشرات الاقتصادية لإمارة أبوظبي، وتصدر الدائرة حوالي 124 مؤشر ربع سنوي وحوالي 473 مؤشر سنوي. أيضا توفر الدائرة خدمات تطوير الأعمال والتي تعمل فيها الدائرة على توفير المعلومات اللازمة للمستثمر، تساعد هذه الخدمة المستثمر على إجراء الدراسات اللازمة لعملية الترخيص وإحتيجات السوق وبينات الأسواق المحتملة ومعلومات أخرى قد تساعد في نجاح نشاط المستثمر. أما خدمة الشخصيات المهمة فتوفر الدائرة خدمات حسب طلب الراغبين مقابل مبلغ معين.